# Kote Jandieri
Kote Jandieri (en georgiano კოტე ჯანდიერი; Tiflis, 23 de mayo de 1958) es un escritor y guionista georgiano.

## Biografía
Kote Jandieri se graduó en 1980 en la Universidad Estatal Ivane Javakhishvili de Tiflis, en el departamento de Geografía y Geología.
En 1978-1980 trabajó como profesor de educación secundaria y en 1979-1990 fue miembro del personal científico del Instituto Botánico de la Academia de Ciencias de Georgia.
Entre 1989 y 1994 fue editor del estudio de cine Shemoqmedi, miembro del consejo artístico del centro cinematográfico Kartuli Pilmi y profesor de la facultad de Humanidades.
Es autor de numerosos guiones para documentales y películas de ficción, entre las que se incluyen La muerte de Orfeo (1996), Amor en el viñedo (2000), La cuna del vino (2011) y la serie de televisión Hot Dog, emitida por TV IMEDI en 2008-2009 y uno de los proyectos más aclamados en la historia de la televisión georgiana.

## Obra
Kote Jandieri es autor de varias colecciones de relatos, entre las que destaca La noche de Cenicienta (კონკიას ღამე, 2009), galardonada en 2010 con el premio literario SABA, el más prestigioso de Georgia. Se trata de una recopilación de cuentos, escritos a lo largo de tres décadas, que abordan una amplia variedad de temas y que poseen una gran riqueza en el lenguaje.
Su relato Crónica de familia —novela epistolar en la cual los miembros de una familia se comunican entre sí escribiéndose cartas entre ellos— fue incluido en el libro Las 10 mejores historias cortas georgianas.
Su novela corta Globalización (2010), ganadora del Premio editorial Bakur Sulakauri, es la historia de un hombre corriente testigo de los distintos acontecimientos de la historia de Georgia. Narrada por un campesino discapacitado de la región de Kajetia, los distintos sucesos en su familia son un espejo de la compleja historia de Georgia en los siglos XX y XXI.